# Бара, Жюль
Жюль Бара (фр. Jules Bara ; 31 августа 1835, Турне, Эно — 26 июня 1900, Сен-Жосс-тен-Ноде) — бельгийский политический и государственный деятель, министр юстиции Бельгии (1865–1870 и 1878—1884), юрист, адвокат, педагог.

## Биография
Изучал юриспруденцию в родном городе и после недолгого занятия адвокатурой был назначен профессором Брюссельского свободного университета. 
Заработал репутацию трактатом об отношениях церкви и государства «Essai sur les rapports de l'etat et des Religions au» .  (1859).  
 .

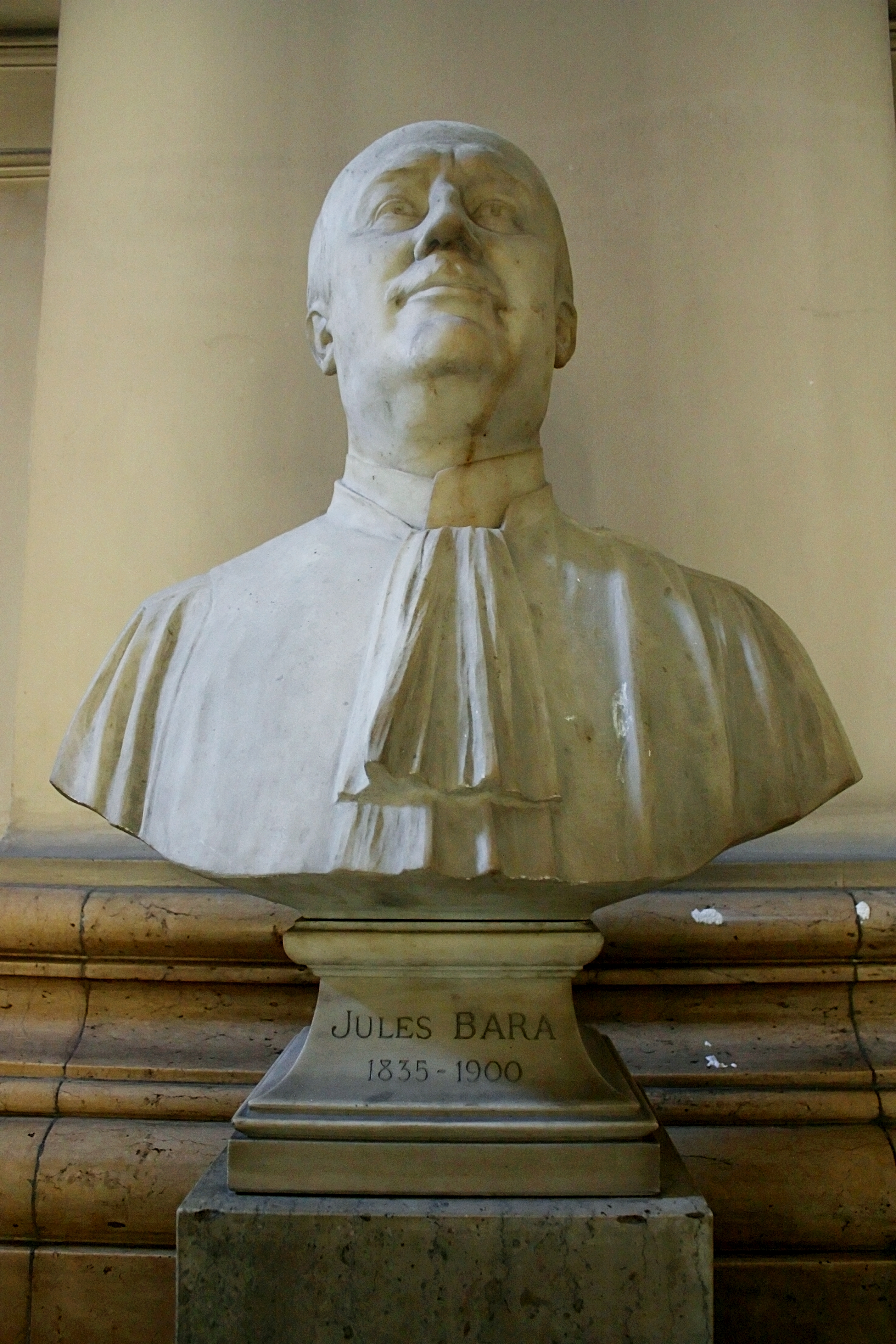
Бюст Жюля Бара во Дворце правосудия в Брюсселе

В ноябре 1862 года был избран  депутатом Палаты представителей Бельгии от округа Турне, примкнул к либеральной партии и скоро сделался одним из блестящих ораторов палаты. В правительстве Фрер-Орбана 12 ноября 1865 года занял пост министра юстиции и после падения правительства (1870) занял место лидера либеральной партии. На июньских выборах 1878 года либералы снова приобрели большинство, и Ж. Бара опять получил портфель министра юстиции и духовных дел. В этой должности, он действовал неутомимо и успешно до 1884 г. как ревностный противник ультрамонтанских стремлений.